# Cuddesdon
Cuddesdon ist ein Dorf und zusammen mit Denton ein Civil Parish im Distrikt South Oxfordshire rund 5,5 mi (9 km) ostsüdöstlich von Oxford. Im Dorf befindet sich das größte Trainingszentrum für Geistliche der Church of England: Ripon College Cuddesdon.
Das Ortszentrum von Cuddesdon zählt etwa 430 Einwohner und weitere 70 verteilen sich auf die Weiler Denton und Chippinghurst (2001 census).

## Geschichte
Der Name Cuddesdon geht wahrscheinlich auf das Altenglische Cuddes Dune zurück mit der Bedeutung „Cuddes Hügel“ oder der „Hügel von Cuthwine“. In Zeiten, in denen Oxfordshire in Hundertschaften organisiert war, gehörte Cuddesdon zum „hundred of Bullingdon“.
Cuddesdon war ursprünglich ein angelsächsisches Straßendorf, erbaut entlang der heutigen High Street, aber seit dem 19. Jahrhundert hat sich durch Baumaßnahmen der Church of England im Norden des Dorfes und Ansiedlungen im 20. Jahrhundert (Bishop’s Wood and Parkside) der Schwerpunkt der Siedlung verlagert und liegt heute rund um The Green.
Seit den 1950ern sind viele Werkstätten und Läden aus Cuddesdon verschwunden. Heute ist das Dorf eine Siedlung für Pendler und die Gewerbe spiegeln diese Entwicklung wider: Die „Petrol Station“, der Laden, die Schule, die Mühle, das zweite Public House und verschiedene landwirtschaftliche Gebäude sind heute in Wohngebäude umgewandelt. Das Dorf ist insgesamt zu einer Trabantenstadt geworden.

## Geographie
Die Parochie wird vom River Thame nach Osten und Südosten begrenzt sowie dessen Zufluss Cuddesdon Brook im Norden. Die Straße von Wheatley nach Garsington bildet die Westgrenze und im Südwesten verlaufen die Grenzen durch die Felder. Das Dorf liegt auf einem Hügel, der den Süden von Oxfordshire überblickt, sowie das nördliche Berkshire, das Aylesbury Vale im zentralen Buckinghamshire und einen Teil des westlichen Bedfordshire. In der Ferne lassen sich die Chiltern Hills und die North Wessex Downs, AONB von Ivinghoe Beacon im Osten bis zur Didcot Power Station im Westen erkennen.

## Kultur und Kirche

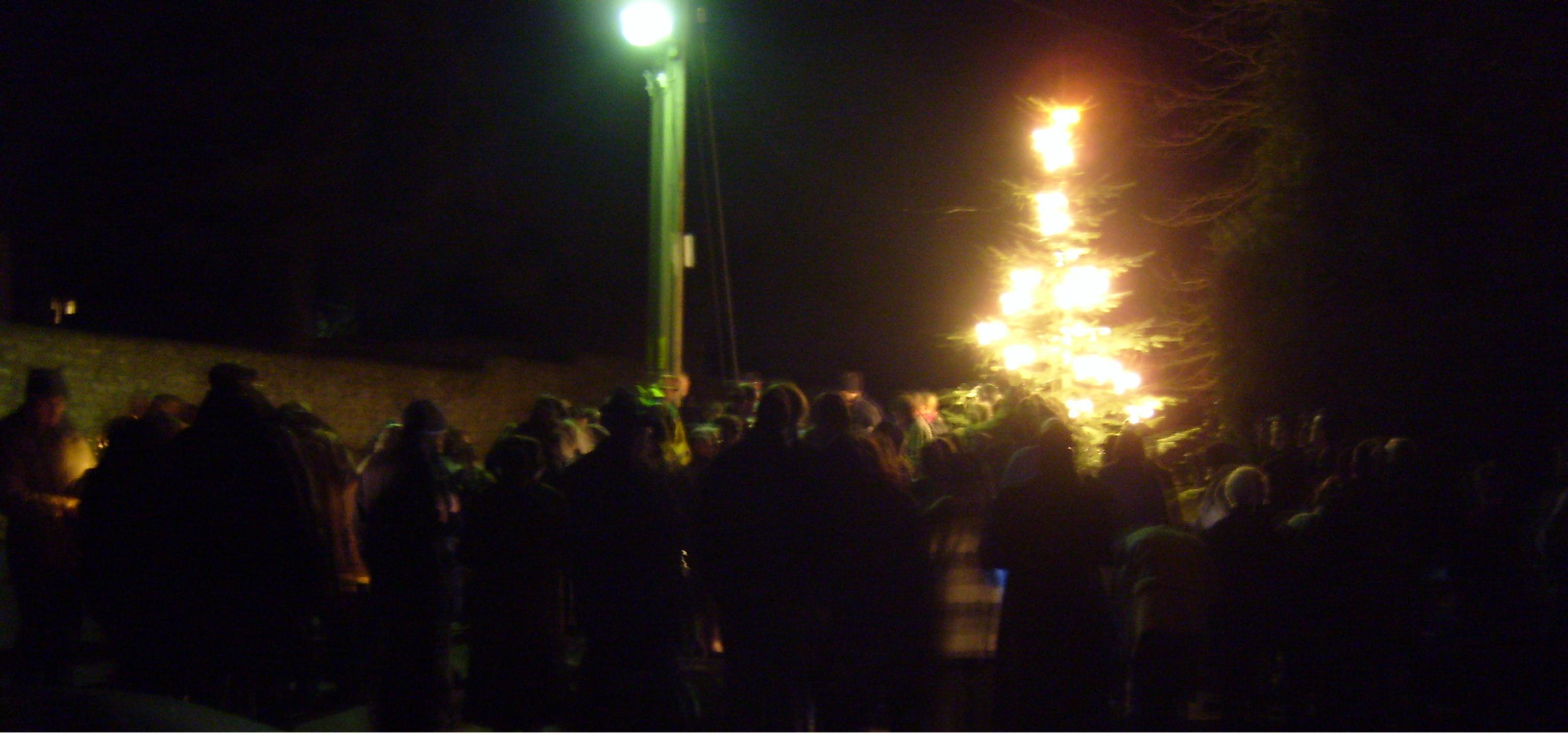
Einwohner und Studenten beim Christmas Carolling, 16. Dezember 2007

Es gibt ein Gemeindeblatt des Parish Council, durch welches Veranstaltungen bekannt gemacht werden, wie zum Beispiel jährliche Guy Fawkes Night fireworks, Sommerfeste und andere.
Die All Saints-Kirche, die Bar Bat and Ball Inn, die Village Hall, das Ripon College Cuddesdon und die landwirtschaftlichen Betriebe bilden die Wirtschaft des Dorfes.

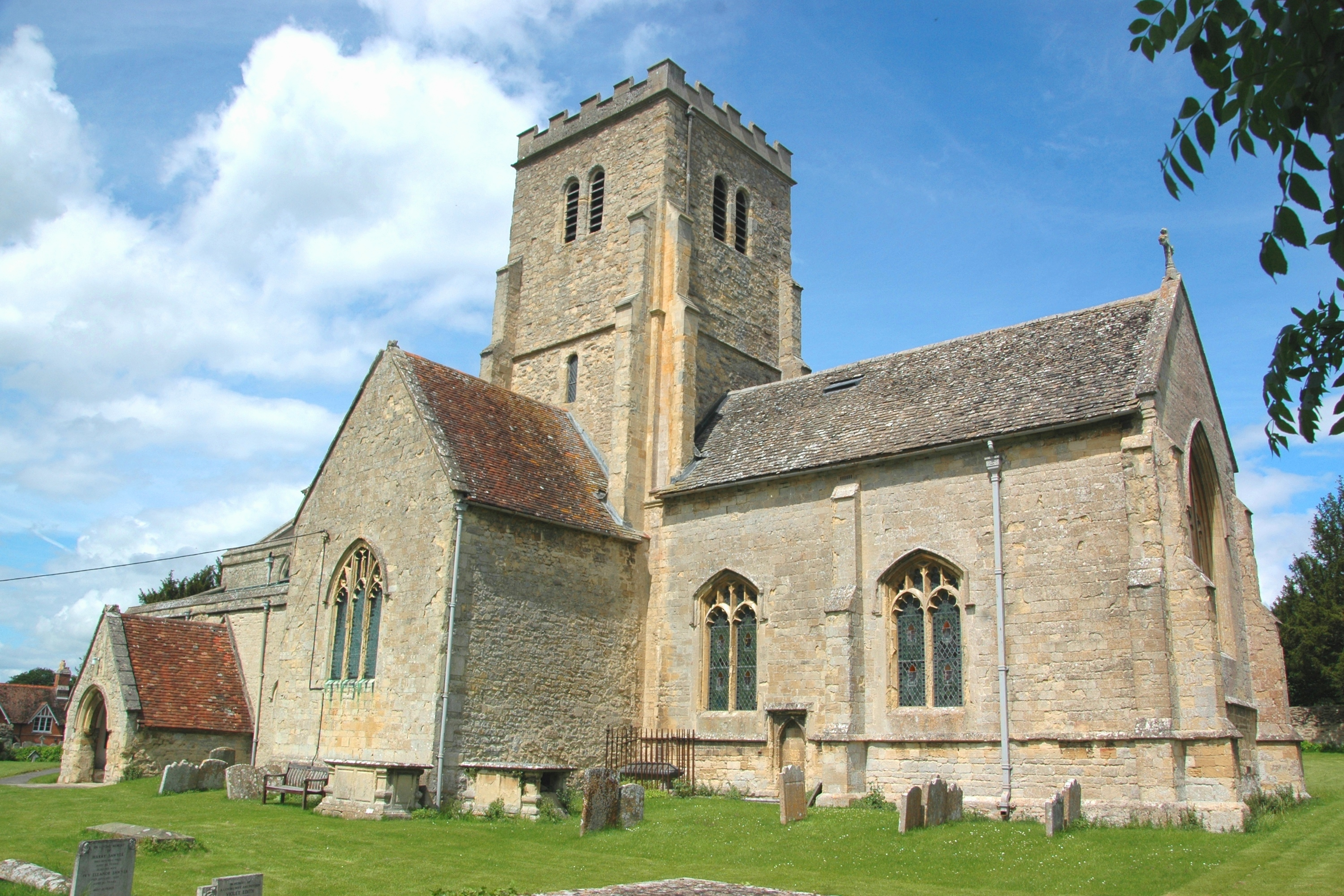
All Saint’s Parish Church

### Parish Church

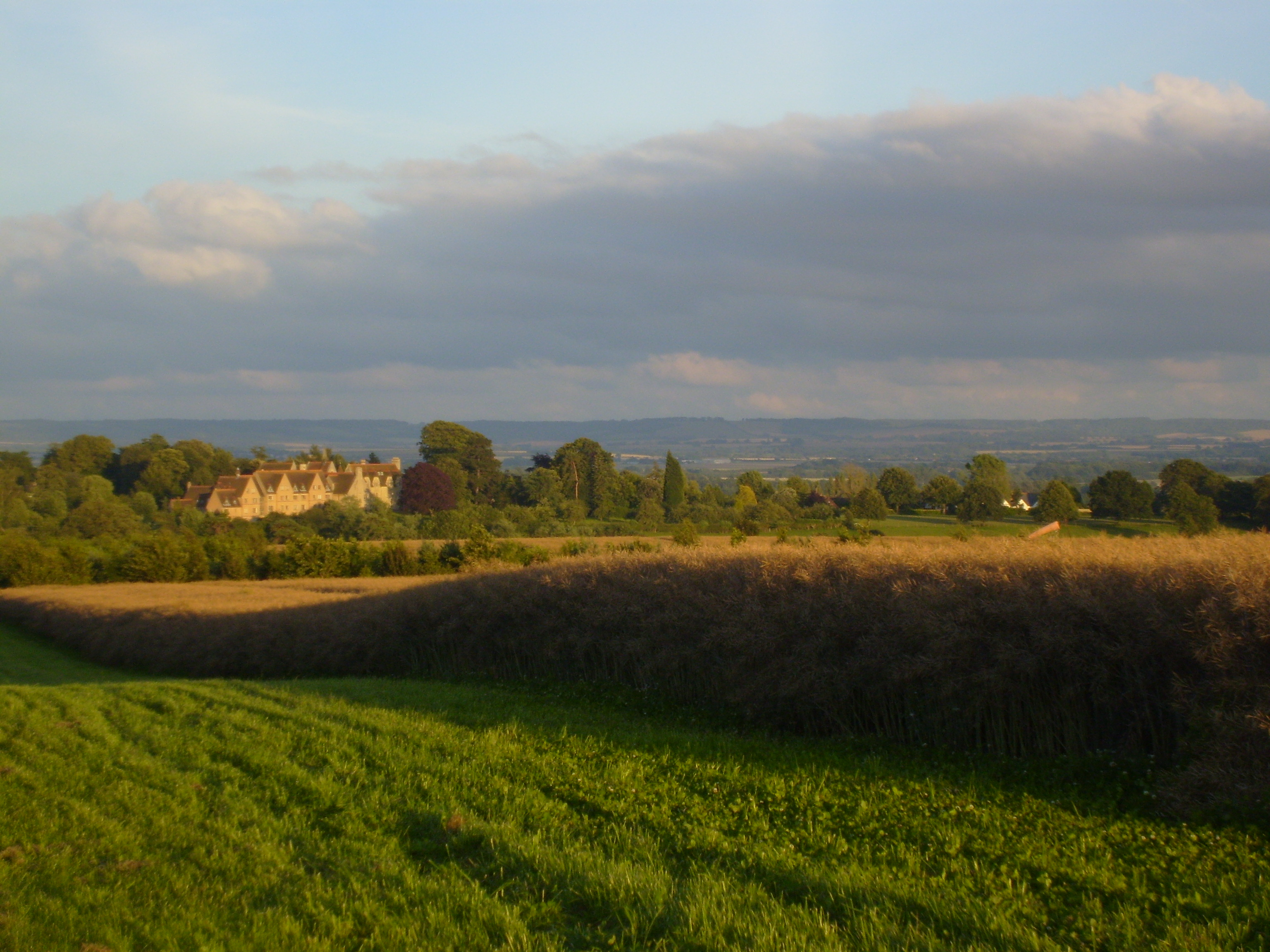
Ripon College Cuddesdon von Nord-Westen mit dem Anstieg der Chiltern Hills im Hintergrund.

Abingdon Abbey gründete 1180 die Pfarrkirche All Saints in Cuddesdon. Heute gehört die Parochie zur Aston and Cuddesdon Deanery der Diözese Oxford.

### Bishop’s Palace
Cuddesdon Palace wurde 1634 für John Bancroft errichtet, der von 1632 bis 1641 Bischof von Oxford war. 1644 brandschatzten royalistische Truppen im Englischen Bürgerkrieg den Palast, damit die Parliamentarianer, die Oxford belagerten, ihn nicht nutzen sollten. 1676 wurde John Fell Bischof von Oxford. Er beauftragte 1679 den Neubau des Palasts. 1846 ließ Bischof Samuel Wilberforce die Kapelle Saints Peter and Paul anbauen. Sie wurde von Benjamin Ferrey im Stil der Neugotik errichtet.
Die folgenden Bischöfe von Oxford residierten im Palast, bis Thomas Banks Strong 1937 in Ruhestand ging. Während des Zweiten Weltkriegs wurde Queen Anne’s Bounty (eine Stiftung für Kleriker) aus London evakuiert und im Palast untergebracht. Danach wurde er von der The Society of the Salutation of Mary the Virgin bis 1949 benutzt. In den 1960ern war der Palast in Privathand, brannte jedoch zum Ende der Dekade aus. Nur die Bishop’s Chapel hat den Brand überstanden und steht bis heute.

### Theologische Ausbildungsstätte (College)
1854 gründete Wilberforce das Cuddesdon College auf einem Grundstück gegenüber dem Palast. Dort wurden anglikanische Geistliche ausgebildet. 1975 wurde das College mit Ripon Hall to form zusammengelegt und bildet heute Ripon College Cuddesdon. Aufgrund der starken kirchlichen Präsenz hat das Dorf den Spitznamen „Holy Hill“.

## Persönlichkeiten
- Robert Runcie (1921–2000), ehemaliger Erzbischof von Canterbury und ehemaliger Vicar of Cuddesdon und College Principal wurde zum Baron Runcie of Cuddesdon ernannt.
- Sir Edward Loughlin O’Malley (1842–1932), ehemals Attorney General of Hong Kong und Chief Justice of Singapore (Chief Justice of the Straits Settlements) und Chief Judge of the British Supreme Consular Court at Constantinople lebte im Ruhestand in Denton ab 1892.[4] Er starb dort und wurde 1932 in Cuddesdon begraben.[5]